# Aphthona gracilis
Aphthona gracilis es un insecto coleóptero de la familia Chrysomelidae. Fue descrita científicamente por primera vez en 1837 por Faldermann.